# La Péri

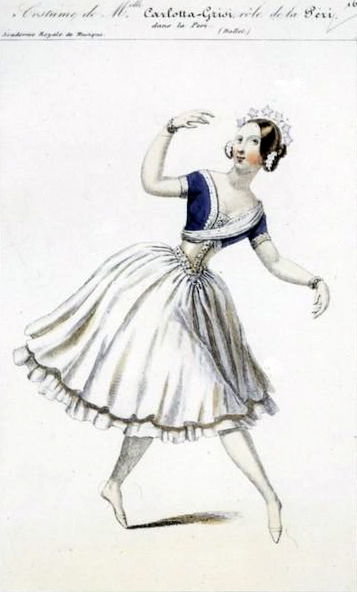
Carlotta Grisi in La Péri

La Péri è un balletto in due atti di Jean Coralli sulla musica di Johann Friedrich Franz Burgmüller e libretto di Théophile Gautier e Jean Coralli, la cui prima avvenne il 17 luglio 1843 all'Opéra di Parigi.  Costumi di Mirilhat e Lormier.

## Il balletto
La Péri ebbe un notevole successo al tempo, appena inferiore a quello di Giselle e ben si inserisce nel filone dei balletti romantici. In esso infatti ci sono tutti gli ingredienti cari al gusto dell'epoca: il soprannaturale, la donna eterea e divinizzata, la passione, l'esotismo. Carlotta Grisi poi, già famosissima per la sua interpretazione di Giselle, era la ballerina perfetta per il ruolo.
In questo balletto si ritrovano però anche nuovi elementi. Vi è ad esempio l'introduzione del pas espagnol che richiamava lo stile taqueté di Fanny Elssler.

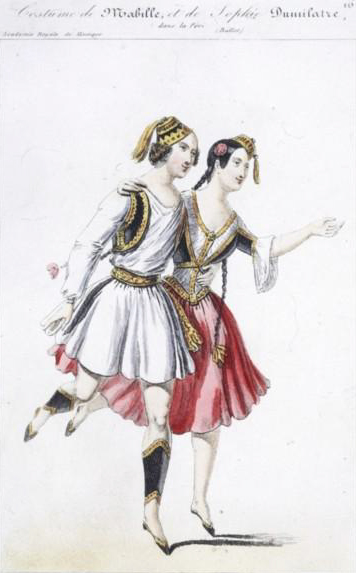
Mabille e Sophie Dumilatre

I momenti più importanti del balletto sono il pas du songe (primo atto), danza suggestiva e spericolata in cui la Grisi cadeva da una piattaforma, rappresentante una cascata, nelle braccia del principe e il pas de l'abeille (secondo atto), danza con un velo in cui la Grisi cercava di scacciare un'ape.

## Altri allestimenti
- Settembre 1843, Londra, Gran Bretagna, Teatro Drury Lane. Versione curata dal figlio di Coralli, Eugène.
- 1844, San Pietroburgo, Russia. Allestimento di Frédéric, prima ballerina Yelena Ivanovna Andreyanova.
- 1846, Balletto dell'Opéra di Parigi senza il secondo atto.

Esiste anche un altro balletto dallo stesso titolo su musica di Paul Dukas, del 1910, coreografato da Ivan Clustine per i Balletti russi di Sergej Djagilev.
- 2010, Staatsballett di Berlino. Versione di Vladimir Malakhov, con musica di Friedrich Burgmüller.